# ナショナル・ボード・オブ・レビュー賞 (1935年)
第7回ナショナル・ボード・オブ・レビュー賞は1935年12月16日に発表された。

## 受賞一覧

### 作品賞(トップ10)
- 『男の敵』 The Informer

(2位以下はアルファベット順)
- 『乙女よ嘆くな』 Alice Adams
- 『アンナ・カレニナ』 Anna Karenina
- 『孤児ダビド物語』 The Personal History, Adventures, Experience, & Observation of David Copperfield the Younger
- 『輝ける百合』 The Gilded Lily
- 『レ・ミゼラブル』 Les Misérables
- 『ベンガルの槍騎兵』 The Lives of a Bengal Lancer
- 『戦艦バウンティ号の叛乱』 Mutiny on the Bounty
- 『人生は四十二から』 Ruggles of Red Gap
- Who Killed Cock Robin?

### 外国語映画賞(トップ10)
- 『チャパーエフ』 Chapaev  ソビエト連邦

(2位以下はアルファベット順)
- 『罪と罰』 Crime and Punishment アメリカ合衆国
- 『最後の億萬長者』 Le Dernier Milliardaire フランス
- 『暗殺者の家』 The Man Who Knew Too Much イギリス
- 『白い処女地』 Maria Chapdelaine フランス
- 『母の手』 La Maternelle フランス
- The New Gulliver ソビエト連邦
- Peasants ソビエト連邦
- The Battle フランス イギリス
- The Youth of Maxim ソビエト連邦

## 参考サイト
1. ↑  “1935 Award Winners”. 2013年10月11日閲覧。